# Drissa Diakité
Drissa Diakité (n. 18 februarie 1985, Bamako, Mali) este un fotbalist aflat sub contract cu OGC Nice.
1. ↑  Olympedia